# Paul Gillmor
Paul Eugene Gillmor (ur. 1 lutego 1939 w Tiffin, Ohio, zm. 5 września 2007 w Arlington, Wirginia) – amerykański polityk, członek Partii Republikańskiej. W latach 1989–2007 był przedstawicielem piątego okręgu wyborczego w stanie Ohio w
Izbie Reprezentantów Stanów Zjednoczonych.
Gillmor został znaleziony martwy 5 września 2007 roku w swoim mieszkaniu w Arlington w Wirginii na przedmieściach Waszyngtonu.